# Pizza (Martin Garrix)
Pizza is een nummer van de Nederlandse dj Martin Garrix uit 2017.
Garrix liet het nummer voor het eerst horen tijdens Tomorrowland 2017. Het nummer haalde de 17e positie in de Nederlandse Tipparade, en ook in Vlaanderen bereikte het de Tipparade.